# 象山記念館
象山記念館（ぞうざんきねんかん）は、長野県長野市松代町にある佐久間象山の遺品・発明品等を収蔵する博物館。
象山が日本初の電信実験を行ったことから、松代通信資料館を併設していた（現在は閉館）。

## 概要
松代藩士の思想家・佐久間象山没100年目にあたる1964年（昭和39年）、地元有志により「象山先生100年祭奉賛会」が設立され、翌年に同会により開かれたのがこの記念館である。1967年（昭和42年）に長野市に譲渡され、市営施設となっている。
象山の名は「しょうざん」と読まれるのが一般的だが、地元においては「ぞうざん」と呼び習わされている。この2通りの読み方のどちらが正しいかについては論争があるところだが、記念館の名前については地元で親しまれてきた「ぞうざん」を採用している。
記念館では象山の愛用品や書のほか、学問を究める中で様々な実験・発明を行った象山による発明品も展示されている。また、1849年（嘉永2年）に象山がこの地で日本初の電信実験を行ったことや、小松謙次郎や樋畑雪湖ら日本の通信・郵便事業の発展に貢献した人物を松代町から輩出していることから、通信・郵便関連の資料も取り扱っている（二階展示室（松代通信資料館）の閉鎖により、現在展示は行われていない）。

## 沿革
- 1964年（昭和39年） - 佐久間象山没100年目。「象山先生100年祭奉賛会」設立
- 1965年（昭和40年） - 奉賛会により、象山記念館開館
- 1967年（昭和42年） - 長野市に移管
- 1997年（平成9年） - 2階に松代通信資料館併設
- 時期不明 - 松代通信資料館閉館

## 展示
- 旧館展示室
  - 佐久間象山の業績
- 新館展示室
  - 佐久間象山の書画・印章など

## 営業
開館時間
9:00〜17:00
休館日
- 火曜日（祝日は開館）
- 燻蒸期間

入館料
- 一般 - 250円
- 小・中学生 - 100円

## 交通
- JR・長野電鉄長野駅からアルピコ交通（川中島バス）30・48系統に乗車、「松代八十二銀行前」下車
- 上信越自動車道長野ICから車5分

## 周辺
- 象山神社
- 旧横田家住宅
- 文武学校
- 旧真田邸
- 真田宝物館
- 山寺常山邸
- 恵明寺
- 松代大本営跡